# Leuvrigny

Leuvrigny este o comună în departamentul Marne, Franța. În 2009 avea o populație de 319 de locuitori.